# Rorschacher Monatsschrift
Die Rorschacher Monatsschrift erschien als erste monatlich herausgegebene Chronik im Jahre 1597. Herausgegeben wurde sie von den Augsburgern Samuel Dilbaum (Redaktion) und Bernhard Straub (Druck). 
Sie trug den Titel «Historische erzöhlung der fürnembsten Geschichten und handlungen, so in diesem 1597. Jahr vast in gantzem Europa denckwürdig abgelaufen». 
Der Name Rorschach bezieht sich auf die Stadt Rorschach im Kanton St. Gallen, Schweiz.
Zwar zählt die Rorschacher Monatsschrift, die lediglich einen Umfang von vier bis acht Seiten hatte, als Periodikum, doch war sie eine Zeitschrift und keine Zeitung. Sie berichtete stets nur im Sinne einer Chronik von zurückliegenden Ereignissen in deren chronologischer Anordnung ohne direkten Aktualitätsbezug oder Kommentar. 
Nach einem Jahr wurde die Rorschacher Monatsschrift vermutlich aus Geldmangel aufgegeben.